# IPP Trophy 2008
L'IPP Trophy 2008 è stato un torneo di tennis facente parte della categoria ATP Challenger Series nell'ambito dell'ATP Challenger Series 2008. Il torneo si è giocato a Ginevra in Svizzera dal 18 al 24 agosto 2008 su campi in terra rossa e aveva un montepremi di $35 000+H.

## Vincitori

### Singolare
Kristof Vliegen ha battuto in finale  Jurij Ščukin con il punteggio di 6–2, 6–1

### Doppio
Daniel Köllerer /  Frank Moser hanno battuto in finale  Rameez Junaid /  Philipp Marx con il punteggio di 7–6(5), 3–6, [10–8]